# 沖田幸作
沖田 幸作（おきた こうさく、1934年12月26日 - ）は、日本の経営者。安藤建設社長を務めた。東京都出身。

## 経歴
1957年に早稲田大学理工学部を卒業し、同年に安藤組(のちの安藤建設)に入社。1985年6月に取締役に就任し、1989年6月に常務、1989年6月に専務を経て、1995年6月に副社長に就任し、1997年6月には社長に昇格。2004年4月に会長に就任。